# Ано Милия
Ано Милия или Ано Миля (на гръцки: Άνω Μηλιά) е село в Северна Гърция, в дем Катерини, област Централна Македония.

## География
Ано Милия е разположено на 940 m в източните части на Фламбуро (Пиерия), на 15 километра от Като Милия.

## История
Църквата „Света Параскева“ е от XVII век.
Александър Синве („Les Grecs de l’Empire Ottoman. Etude Statistique et Ethnographique“) в 1878 година пише, че в Милия (Millia), Китроска епархия, живеят 60 гърци. В 1913 година след Междусъюзническата война селото остава в Гърция. Според преброяването от 1913 година Милия има 670 жители.
Ано Милия е регистрирано за пръв път като отделно селище в 1940 година с 62 жители. Очевидно е колибарско селище на жителите на Милия за по-лесно наглеждане на имотите и стадата. Селото пострадва през Втората световна и Гражданската война и жителите му се прибират в Милия. По-късно е обновено отново
| Година    | 1913 | 1920 | 1928 | 1940 | 1951 | 1961 | 1971 | 1981 | 1991 | 2001 | 2011 | 2021 |
| --------- | ---- | ---- | ---- | ---- | ---- | ---- | ---- | ---- | ---- | ---- | ---- | ---- |
| Население |      |      | 62   |      |      |      |      |      | 43   | 55   | 6    | 19   |